# Eulsukdo
Eulsukdo är en ö i Sydkorea.   Den ligger i floden Nakdong i provinsen Busan, i den sydöstra delen av landet, 300 km sydost om huvudstaden Seoul.